# Fatmir Limaj
Fatmir Limaj (Suka Reva, 4 febbraio 1971) è un militare e politico kosovaro.
Fu membro del Partito Democratico del Kosovo, dove veniva considerato il braccio destro di Hashim Thaçi. Attualmente fa parte del neonato partito politico Nisma për Kosovën (in italiano Iniziativa per il Kosovo).

## Biografia
Fatmir Limaj nacque il 4 febbraio 1971.
Nel 1998 entra a far parte dell'Esercito di Liberazione del Kosovo e combatte durante la Guerra del Kosovo, divenendo il comandante del settore di Lapusnik e del campo di concentramento di Lapusnik.
Nel 2003 venne accusato dal Tribunale penale internazionale per l'ex-Jugoslavia insieme a Isak Musliu e Haradin Bala di aver commesso crimini di guerra sia contro i serbi, che contro gli albanesi che cooperarono con i serbi durante la guerra del Kosovo.
Viene arrestato in Slovenia il 18 gennaio 2003 diventando il primo membro dell'UCK ad essere processato per i fatti della guerra del Kosovo. Le accuse consistevano in cinque capi per crimini contro l'umanità (tortura, omicidio, azioni disumane) e cinque per crimini di guerra (trattamento crudele, tortura, omicidio). Secondo l'accusa questi reati furono commessi sia da Limaj, che da uomini sotto il suo comando all'interno del campo di prigionia di Lapusnik.
Nel novembre del 2005 venne assolto da tutte le accuse per mancanza di prove insieme a Isak Musliu e accolto in Kosovo come un eroe. Mentre Haradin Bala venne condannato a tredici anni di reclusione.
Oggi Fatmir Limaj è un politico e dal gennaio 2008 fino alla fine del 2013 è stato Ministro dei Trasporti e delle Telecomunicazioni nel governo di Hashim Thaçi.
Nel maggio 2010 la missione EULEX ha scoperto casi di corruzione riguardanti il ministero diretto da Limaj, nell'inchiesta è coinvolto lo stesso Limaj.
Ora fa parte del partito politica Nisma për Kosovën, fondato insieme a Jakup Krasniqi il 28 febbraio 2014 a Prishtina.